# Cometa interestel·lar

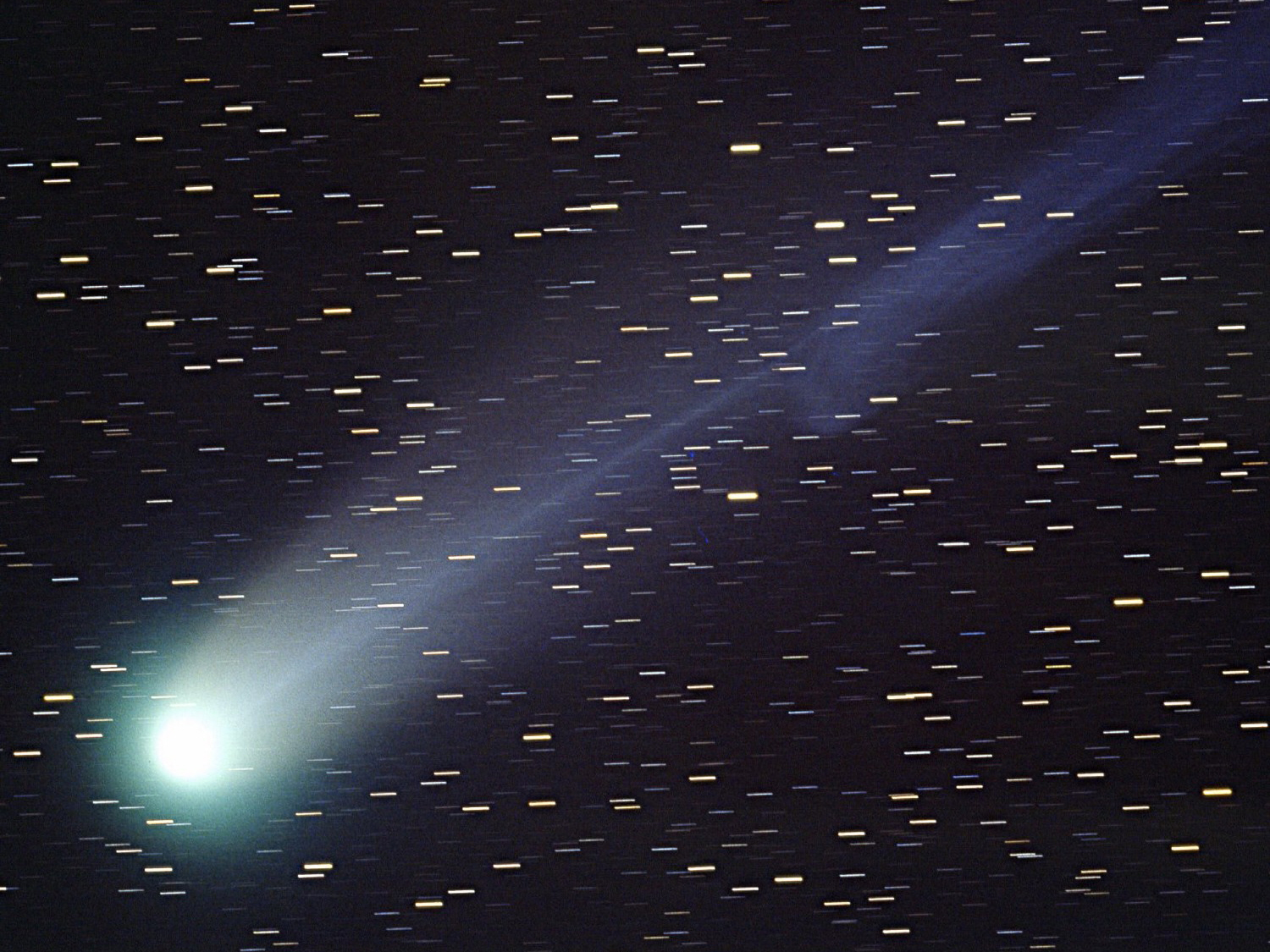
Cometa Hyakutake (aproximació a la Terra, el 25 de març de 1996)

Un cometa interestel·lar és un cometa (o exocometa) situat a l'espai interestel·lar, i no subjecte a la gravetat d'una estrella. Encara que cap ha estat encara identificat de forma concloent, es van determinar que existeix: la dispersió gravitatòria dels planetes i els cometes que passen ha expulsat a molts objectes del núvol d'Oort del sistema solar, i la probabilitat de processos similars en els sistemes planetaris extrasolars suggereix l'existència d'una gran població de cossos cometaris a l'espai interestel·lar. En l'actualitat, un cometa interestel·lar solament es pot detectar si passa pel sistema solar, i es distingeix d'un cometa del núvol d'Oort per la seva trajectòria fortament hiperbòlica (el que indicaria que no està gravitatòriament lligat al Sol). S'han observat cometes amb trajectòries lleugerament hiperbòliques, però les trajectòries d'aquests cometes són prou consistents per haver estat copejats i trets del núvol d'Oort i no indiquen un origen a l'espai interestel·lar.
Els models actuals de formació del núvol d'Oort indiquen que són expulsats a l'espai interestel·lar més cometes dels quals es mantenen en el núvol d'Oort, en una proporció de 3 a 100. Altres simulacions suggereixen que un 90-99 % dels cometes són expulsats. No hi ha cap raó per creure que els cometes que es van formar en altres sistemes estel·lars no serien escampats de manera similar.

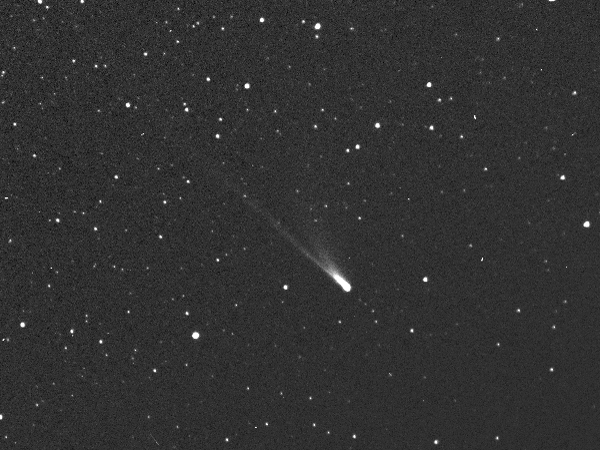
Cometa 96P/Machholz vist per la Missió Stereo (abril de 2007)

Si existeixen cometes interestel·lars, poden passar de tant en tant pel sistema solar interior. S'apropen al sistema solar amb velocitats aleatòries, en la seva majoria de la regió de la constel·lació Hèrcules a causa que el sistema solar s'està movent en aquesta direcció. «The fact that no comet with a speed greater than the Sun's escape velocity». No obstant això s'han vist límits superiors a la seva densitat a l'espai interestel·lar. Un document de Torbett indica que la densitat és de no més de 1013 de cometes per parsec cúbic. Altres anàlisis, de les dades de LINEAR, estableixen el límit superior en 4,5 ×10−4/ ua3, o 1012 de cometes per parsec cúbic.
Un cometa interestel·lar podria, en rares ocasions, pot ser capturat en una òrbita heliocèntrica mentre que passa a través del sistema solar. Les simulacions per ordinador mostren que Júpiter és l'únic planeta prou massiu per a capturar-ne, i que es pot esperar que això es produeixi una vegada cada seixanta milions d'anys. El cometa Machholz 1 és un possible exemple d'aquests cometes. Té una composició química atípica per als cometes en el sistema solar.
1I/ʻOumuamua és, aparentment, un objecte interestel·lar que passa a través del sistema solar descobert en una òrbita altament hiperbòlica per Robert Weryk el 19 d'octubre de 2017 amb observacions fetes pel telescopi Pan-STARRS. Es va canviar el nom a A/2017 O1 el 25 d'octubre de 2017, en imatges preses en el Very Large Telescope (VLT) al no trobar-se presencia de cabellera. Convertint-se en el primer cometa que es torna a designar com a asteroide.